# Lenny Krayzelburg
Lenny Krayzelburg (Russisch: Ленни Крайзельбург) (Odessa, 28 september 1975) is een Amerikaans voormalig zwemmer. Oorspronkelijk afkomstig uit Oekraïne won hij voor de Verenigde Staten, zijn nieuwe vaderland, drie gouden medailles op de Olympische Spelen van 2000 in Sydney.
Zoals zijn bijnaam Backstroke King verraadt, deed hij dat op de rugslag: Krayzelburg won tijdens de OS in Sydney zowel de 100 meter als de 200 meter in het Sydney Aquatic Center, en maakte bovendien deel uit van de winnende Amerikaanse estafetteploeg op de 4x100 meter wisselslag.
Krayzelburg is van Joodse afkomst. Uit vrees dat zijn zoon in de toekomst bloot zou komen te staan aan antisemitisme besloot zijn vader in 1989 om de toenmalige Sovjet-republiek Oekraïne te verruilen voor de Verenigde Staten. Het gezin vond emplooi in Los Angeles (Californië), waar de jonge Krayzelburg langzaam maar zeker uitgroeide van een bovenmatig getalenteerd zwemmer tot een potentieel kampioen.
Krayzelburg spreekt nog altijd vloeiend Russisch en verkreeg in 1995 de Amerikaanse nationaliteit. Bij de olympische kwalificatiewedstrijden voor de Spelen van Atlanta (1996) verbaasde hij vriend en vijand door vanuit het niets de op een na beste tijd neer te zetten in de series van de 200 meter rugslag. Zenuwen grepen hem naar de keel, en daardoor faalde hij uiteindelijk in de finale, waardoor 'Atlanta' aan hem voorbij ging.
Een jaar later, bij de Pan Pacific Games, brak Krayzelburg definitief door. Hij won de 100 en 200 meter rugslag. Dat herhaalde hij een jaar later bij de wereldkampioenschappen langebaan (50 meter) in Perth. Later dat jaar keerde hij voor het eerst sinds zijn vertrek terug naar zijn geboorteland Oekraïne.
Na de voor hem succesvol verlopen Olympische Spelen van Sydney moest Krayzelburg langzaam maar zeker een stap terug doen. Hij maakte nog wel deel uit van de Amerikaanse ploeg bij de Spelen van Athene (2004), maar kwam daar op de 100 meter rugslag niet verder dan de vierde plaats. 
In 2011 werd Krayzelburg opgenomen in de International Swimming Hall of Fame.